# Plants vs. Zombies
Plants vs. Zombies (у слободном преводу „Биљке против зомбија”) је стратешка игра одбране торњевима. Ова видео-игра првобитно је објављена маја 2009. за Windows и OS X од стране развојног тима видео-игре PopCap Games, а након тога појавиле су се верзије видео-игре за конзоле, мобилне и друге уређаје.
У овој видео-игри играч преузима улогу власнике куће усред зомби апокалипсе. Како би заштитио свој дом од зомбија, играч користи различите биљке. Играч сакупља „сунцa” с којимa биљке могу да се купе. Зомбији се приближавају у неколико паралелних трака (стаза) на травњаку, а играч мора да их заштити помоћу биљака. Уколико зомби дође до куће помоћу било које стазе, ниво се мора поновити. 